# Joshua James (Schauspieler)
Joshua James ist ein britischer Schauspieler.

## Leben und Karriere
James ist der Sohn der britischen Schauspielerin Lia Williams. Er machte 2012 seinen Schauspielabschluss an der Royal Academy of Dramatic Art und sein professionelles Bühnendebüt am Royal Court Theatre. Weitere frühe Auftritte folgten am Globe Theatre. 2015 gab er sein Debüt am National Theatre und spielte in zwei Tschechow-Stücken der Young Chekhov Season des Chichester Festival Theatre, für die er eine Empfehlung des Ian Charleson Award erhielt. 2023 kehrte er nach Chichester mit dem Stück The Vortex von Noel Coward über eine Mutter-Sohn-Beziehung, in dem James zusammen mit seiner Mutter Williams spielte.
Neben dem Theater trat James auch in Episodenrollen von Fernsehserien und in Filmen auf. Längere Nebenrollen hatte er etwa 2019 in Absentia und 2022 in Die Ipcress-Datei inne.

## Theaterauftritte
- 2012: Love and Information (Globe Theatre)
- 2013: No Quarter (Royal Court Theatre)
- 2013: The Tempest (Globe Theatre)
- 2013: Gabriel (Globe Theatre)
- 2013: The Ritual Slaughter of Gorge Mastromas (Royal Court Theatre)
- 2014: Wolf Hall/Bring Up the Bodies (Royal Shakespeare Company)
- 2014: Fathers and Sons (Donmar Warehouse)
- 2015: Treasure Island (National Theatre)
- 2015: Light Shining in Buckinghamshire (National Theatre)
- 2015: Platonow; Die Möwe (Chichester Festival Theatre, Young Chekhov Season)
- 2015: Here We Go (National Theatre)
- 2016: The War Has Not Started Yet (Theatre Royal Plymouth)
- 2017: Life of Galileo (Young Vic)
- 2017: King Lear (Globe Theatre)
- 2018: Lady Windermere’s Fan (Vaudeville Theatre)
- 2019: Anna X (Vaults Festival)
- 2019: Wife (Kiln Theatre)
- 2021: Yellowfin (Southwark Playhouse)
- 2022: The Glass Menagerie (Royal Exchange Manchester)
- 2023: The Vortex (Chichester Festival Theatre)
- 2023: Shooting Hedda Gabler (Rose Theatre Kingston)
- 2024: Stranger Things – The first Shadow (Phoenix Theatre, London)

## Filmografie
- 2010: Silent Witness (Fernsehserie, 1 Episode)
- 2010: Identity (Fernsehserie, 1 Episode)
- 2010: Whites (Fernsehserie, 1 Episode)
- 2013: Utopia (Fernsehserie, 1 Episode)
- 2013: Sommer im Februar (Summer in February, Film)
- 2016: Call the Midwife – Ruf des Lebens (Call the Midwife, Fernsehserie, 1 Episode)
- 2016: Das Jerico Projekt (Criminal, Film)
- 2017: Die dunkelste Stunde (The Darkest Hour, Film)
- 2017, 2023: Black Mirror (Fernsehserie, Episoden 4x3, 6x5)
- 2018: McMafia (Fernsehserie, 1 Episode)
- 2019: Absentia (Fernsehserie, 6 Episoden)
- 2020: I Hate Suzie (Fernsehserie, 1 Episode)
- 2020: Raised by Wolves (Fernsehserie, 1 Episode)
- 2020: Life (Miniserie, 6 Episoden)
- 2020–2022: Industry (Fernsehserie, 3 Episoden)
- 2021: Cyrano (Film)
- 2022: Die Ipcress-Datei (The Ipcress File, Miniserie, 6 Episoden)
- 2022: Agatha Christie: Ein Schritt ins Leere (Why Didn’t They Ask Evans?, Miniserie, 2 Episoden)
- 2022: Andor (Fernsehserie, 2 Episoden)
- 2023: The Chelsea Detective (Fernsehserie, 1 Episode)
- 2024: The New Look (Fernsehserie, 1 Episode)